# Synagoga w Chełmży
Synagoga w Chełmży – nieistniejąca synagoga, która znajdowała się w Chełmży. Na jego terenie znajduje się obecnie Szpital dziecięcy. Sam szpital znajduje się na ulicy Szewskiej ale tablica jest zawieszona na ul. Hallera.

## Historia
Synagoga została zbudowana w pod koniec lat 80. XIX wieku. Po przyłączeniu Chełmży do Polski w 1920 roku i wyjeździe większości członków gminy żydowskiej w synagodze nabożeństwa odprawiano jedynie sporadycznie. Podczas II wojny światowej hitlerowcy zburzyli synagogę. Po zakończeniu wojny nie została odbudowana.
14 maja 2008 roku odsłonięta została tablica pamiątkowa, upamiętniająca synagogę oraz miejscową społeczność żydowską. Tablica powstała z inicjatywy nauczycieli i uczniów Gimnazjum w Pluskowęsach, przy wsparciu Fundacji Ochrony Dziedzictwa Żydowskiego oraz Starostwa Powiatowego w Toruniu. Na tablicy znajduje się wizerunek synagogi, gwiazdy Dawida oraz tekst w języku polskim:
"W tym miejscu stała synagoga zburzona w 1939 r. Niech ta tablica przypomina o życiu i zagładzie Żydów w Chełmży"

## Architektura
Murowany budynek synagogi wzniesiono na planie prostokąta z dwoma dobudówkami od zachodu ujmującymi po bokach wejście, w stylu neogotyckim. Całość była kryta dachem dwuspadowym. W narożnikach dachu oraz dobudówek znajdowały się wieżyczki nakryte cebulastymi kopułkami, co nadawało synagodze orientalny charakter.
Centralną część synagogi zajmowała prostokątna główna sala modlitewna, którą z trzech stron otaczały dębowe galerie dla kobiet. Wnętrze oświetlały lampy gazowe oraz osiem bądź dziesięć wysokich, półokągle zakończonych okien.